# Agios Panteleimonas (Lechaina)
Agios Panteleimonas  este un oraș în Grecia în prefectura Elida.